# Студеники (Киевская область)
Студеники (укр. Студеники) — село, входит в Бориспольский район Киевской области Украины. Название села до 2016 года — Жовтневое.
Население по переписи 2001 года составляло 1911 человек. Село занимает площадь 6,77 км².

## Местный совет
08421, Киевская обл., Переяслав-Хмельницкий р-н, с. Студеники, ул. Переяславская, 19.

## Известные уроженцы
- Кравченко, Иван Яковлевич (1905—1942) — советский офицер, участник советско-финской и Великой Отечественной войн, Герой Советского Союза (1940).